# 栗田優香
栗田 優香（くりた ゆか）は、宝塚歌劇団に所属する演出家。
慶應義塾大学出身。

## 来歴
2014年、宝塚歌劇団に入団。
2021年、宙組バウホール公演「夢千鳥」で演出家デビュー。
2023年、月組ショー「万華鏡百景色」で大劇場公演演出家デビュー。

## 宝塚歌劇団での舞台作品

### 大劇場作品
- 2023年、月組『万華鏡百景色（ばんかきょうひゃくげしき）』[3]

### その他の劇場作品
- 2021年、宙組『夢千鳥』（バウホール）[2]
- 2022年、宙組『カルト・ワイン』（東京建物 Brillia HALL・ドラマシティ）[4]

### 新人公演
- 2017年、雪組『幕末太陽傳（ばくまつたいようでん）』[5]
- 2017年、星組『ベルリン、わが愛』[6]
- 2018年、月組『カンパニー-努力（レッスン）、情熱（パッション）、そして仲間たち（カンパニー）-』[7]
- 2021年、花組『元禄バロックロック』[8]

## 宝塚歌劇団以外での作品

### 映画
- 2014年、『さよなら、イーストボーイ』[注釈 1][1]